# Leonie Benesch
Leonie Benesch   (Hamburg, 22 d'abril de 1991) és una actriu alemanya que ha interpretat papers en produccions com Babylon Berlin, The Crown i Das Lehrerzimmer. Actualment resideix a Londres.

## Trajectòria
L'any 2009, Benesch va interpretar el paper d'Eva a la pel·lícula Das weiße Band, que va guanyar la Palma d'Or al 62è Festival Internacional de Cinema de Canes. La crítica cinematogràfica van destacar-ne la seva actuació com «un descobriment» i va rebre el Young Artist Award estatunidenc pel seu treball, així com un New Faces Award. El 2010 va actuar a Picco, de Philip Koch, i a Satte Farben vor Schwarz, de Sophie Heldman, on va treballar al costat de Senta Berger i Bruno Ganz.
L'any 2023 va guanyar el Premi del Cinema Alemany pel seu paper principal com a professora idealista (Carla Novak) al drama Das Lehrerzimmer, coescrit i dirigit per İlker Çatak, a la categoria de Millor paper protagonista femení. També va ser nominada als 36ns Premis del Cinema Europeu i, més endavant, l'obra va rebre una nominació a l'Oscar a la millor pel·lícula de parla no anglesa als Premis Oscar de 2023.